# Paço da Madeira
O Paço da Madeira foi uma repartição governamental portuguesa, ligada ao sistema aduaneiro nacional, destinada ao controle do tráfego de madeiras e outras mercadorias.

## História

### Primeiro regimento
O primeiro Regimento do Paço da Madeira foi assinado em Almada a 2 de Fevereiro da era de César de 1417, correspondente ao ano juliano de 1379. Nele se ordenava que as madeiras e outras mercadorias só se descarregassem diante da porta do mesmo paço até à porta do Mar; e diante do Açougue até à porta do Ferro, ao pé do armazém do reino.
Até à construção da Praça da Ribeira, em 1513, encontrava-se no Largo da Portagem, junto ao Paço do Trigo,, na zona oriental da Ribeira. Este edifício foi alvo de obras em 1488.
Após 1513, com o projecto urbanístico da nova Praça da Ribeira, a repartição foi deslocada para as imediações dessa praça, sendo instalado na Alfândega Nova.
Em 1620, a repartição do paço da Madeira, então no edifício da Alfândega Nova, é assim descrita no "Livro das Grandezas de Lisboa":

### O regimento de 1644
Após a Restauração da Independência, D. João IV, reconhecendo "que o Regimento e Foral que nela havia e de que até agora se usava, assim por muy antigo, como pela variedade e alteração que com o discurso dos tempos receberão algumas cousas que na dita casa se despacharão, se não tinha provido bastantemente", deu novo regimento e foral ao Paço da Madeira em 23 de Fevereiro de 1644. Este regimento encontra-se indicado em várias publicações com a data de 23 de Fevereiro de 1604 o que se deve certamente ao facto de no final do mesmo se encontrar o seguinte: «João Ribeyro o fes em Lisboa a XXiii de Fevereyro de mil & feifcentos & quatro». Há no entanto a notar que é passado em nome de D. João - que seria necessariamente o IV - e que foi apresentado «na menza do Paço da madeyra em 9 de Setembro de 1644», conforme consta do mesmo foral e regimento.
As mercadorias que tinham despachado na casa do Paço da Madeira, tanto por entrada quanto por saída, encontram-se especificadas nos capítulos VI e VII, deste regimento. Tinha também interferência nas vendas e fretamentos das naus, urcas, navios e quaisquer outras embarcações.
Este Regimento foi posteriormente alterado pelos alvarás de 22 de Maio de 1756, acerca do rebate dos direitos à madeira do reino, de 10 de Setembro do mesmo ano, sobre a sisa das madeiras que vieram do Maranhão, pelo decreto de 11 de Janeiro de 1757 a respeito do lanço da louça de tanoaria, decreto de 27 de Outubro de 1758 sobre os tanoeiros, e ainda quanto aos ordenados e emolumentos do almoxarife e mais oficiais pelo regimento de 29 de Dezembro de 1753.

### Após o terramoto de 1755
Após o grande terramoto de 1755, o rei D. José I, temeroso dos edifícios de alvenaria, mudou a residência para o inestético edifício do Paço da Madeira, onde viveu até à sua morte em 1777, tendo sido elevada à categoria de Capela Real a igreja que lhe ficava próxima.
A 2 de Setembro de 1756 o marquês de Marialva, Estribeiro-Mor do reino, foi avisado que D. José I havia mandado edificar um edifício para a Mesa do Paço da Madeira no Cais do Tojo.
Em 1798 estava localizado na Boa Vista. Perto dele achava-se um grande armazém, até aí ocupado com pipas de aguardente, assim como um outro de abóbada, forrado de lajedo, que poderia conter mais de mil caixas de açúcar, ou igual volume de tabaco, algodão, ou qualquer outro produto das Colónias Americanas, o qual pela sua capacidade esperava-se que fosse muito útil por ocasião da chegada do Comboio do Brasil. Ambos estes arrendamentos estavam a cargo do Caixeiro da Dízima do Paço da Madeira.
Após a reorganização das alfândegas de 1833, o Paço da Madeira ficou definitivamente integrado na Alfândega Grande de Lisboa, formando, juntamente com a mesa do sal, a casa de despacho dos direitos reunidos.